# 普圖馬約省 (秘魯)
普圖馬約省（西班牙語：Provincia de Putumayo），是秘魯的省份，位於該國東北部洛雷托大區，首府是聖安托尼奧德爾埃斯特雷喬，海拔高度111米，面積45,928平方公里，人口9,534，人口密度每平方公里0.21人。